# Attila Dragóner
Attila Dragóner (ur. 15 listopada 1974 roku w Budapeszcie) – węgierski piłkarz, grający na pozycji obrońcy. Przez wiele lat kariery seniorskiej związany był z Ferencvárosi TC, brał udział w Igrzyskach Olimpijskich 1996.
Po zakończeniu sezonu 2010/2011 zawodnik ogłosił oficjalnie zakończenie kariery. Po kilku tygodniach wznowił karierę i został zawodnikiem Jászapáti Városi SE. Zawodnik zdecydował się na wznowienie kariery ze względu na stulecie powstania klubu z Jászapáti.

## Sukcesy
- 2000/2001 - Mistrzostwo Węgier (Ferencvárosi TC)
- 2002/2003 - Puchar Węgier (Ferencvárosi TC)
- 2003/2004 - Mistrzostwo Węgier (Ferencvárosi TC)
- 2003/2004 - Puchar Węgier (Ferencvárosi TC)
- 2004 - Superpuchar Węgier (Ferencvárosi TC)